# Wolfachau
Wolfachau war der Name einer Gemeinde, die im Landkreis Vilshofen (ab dem 1. Juli 1972 im Landkreis Passau) existierte. Ihr Gebiet gehört heute zum Markt Ortenburg im Landkreis Passau.

## Geographie
Das ehemalige Gemeindegebiet liegt nördlich und nordwestlich von Ortenburg. Durch den Ortsteil Unteriglbach führt die Staatsstraße St 2117. 

## Geschichte
Die Gemeinde Wolfachau entstand durch den Zusammenschluss der bis dahin selbständigen Gemeinden Iglbach und Söldenau am 1. Oktober 1970. Die Gemeinde wurde am 1. Mai 1978 aufgelöst und in den Markt Ortenburg eingegliedert.